# راو، هند
راو (به انگلیسی: Rau) یک منطقهٔ مسکونی در هند است که در بخش ایندور واقع شده‌است. راو ۴۰٬۰۵۵ نفر جمعیت دارد.